# Fikret Kırcan
Fikret Kırcan (Estambul, 25 de diciembre de 1919 - ibídem, 26 de noviembre de 2014) fue un futbolista turco que jugaba en la demarcación de centrocampista.

## Biografía
Debutó con el Fenerbahçe SK como futbolista en 1934 cuando sólo contaba con quince años. Jugó durante toda su trayectoria en el club turco, llegando a marcar 139 goles en total. Además, ganó la Amatör Futbol Şampiyonası, liga que junto con otras formaron la Superliga de Turquía actual. También ganó a nivel nacional la Milli Küme Şampiyonası y la Copa Chancellor. Colgó las botas con el club en 1956. Trece años después, el club donde jugó, le contrató como entrenador por una temporada.
Falleció el 26 de noviembre de 2014 en Estambul a los 94 años de edad.

## Selección nacional
Jugó un total de 12 veces con la selección de fútbol de Turquía, siendo además el capitán del combinado en tres ocasiones. Llegó a participar en los Juegos Olímpicos de Londres de 1948, donde su nación llegó a cuartos de final, siendo eliminados por Yugoslavia.

## Clubes

### Como futbolista
| Club          | País    | Año         | Partidos | Goles |
| ------------- | ------- | ----------- | -------- | ----- |
| Fenerbahçe SK | Turquía | 1934 - 1956 | 412      | 139   |

### Como entrenador
| Club          | País    | Año  |
| ------------- | ------- | ---- |
| Fenerbahçe SK | Turquía | 1969 |

## Palmarés

### Campeonatos nacionales
| Título                    | Club          | País    | Año  |
| ------------------------- | ------------- | ------- | ---- |
| Amatör Futbol Şampiyonası | Fenerbahçe SK | Turquía | 1935 |
| Amatör Futbol Şampiyonası | Fenerbahçe SK | Turquía | 1944 |
| Milli Küme Şampiyonası    | Fenerbahçe SK | Turquía | 1937 |
| Milli Küme Şampiyonası    | Fenerbahçe SK | Turquía | 1940 |
| Milli Küme Şampiyonası    | Fenerbahçe SK | Turquía | 1943 |
| Milli Küme Şampiyonası    | Fenerbahçe SK | Turquía | 1945 |
| Milli Küme Şampiyonası    | Fenerbahçe SK | Turquía | 1946 |
| Milli Küme Şampiyonası    | Fenerbahçe SK | Turquía | 1950 |
| Copa Chancellor           | Fenerbahçe SK | Turquía | 1945 |
| Copa Chancellor           | Fenerbahçe SK | Turquía | 1946 |
| Copa Chancellor           | Fenerbahçe SK | Turquía | 1950 |